# سیزینا (استان اوپوله)
سیزینا (به لهستانی: Sidzina) یک منطقهٔ مسکونی در لهستان است که در گمینا سکوروشتسه واقع شده‌است.